# Foy Draper
Foy Draper (Georgetown (Texas), Estados Unidos, 26 de noviembre de 1911-Túnez, 1 de febrero de 1943) fue un atleta estadounidense, especialista en la prueba de 4 x 100 m en la que llegó a ser campeón olímpico en 1936.
Murió a los 31 años en Túnez, durante una batalla de la Segunda Guerra Mundial en la participó como piloto.

## Carrera deportiva
En los JJ. OO. de Berlín 1936 ganó la medalla de oro en los relevos 4 x 100 metros, con un tiempo de 39.8 segundos, llegando a meta por delante de Italia (plata) y Alemania (bronce), siendo sus compañeros de equipo: Jesse Owens, Ralph Metcalfe y Frank Wykoff.